# Phycosoma martinae
Phycosoma martinae là một loài nhện trong họ Theridiidae.
Loài này thuộc chi Phycosoma. Phycosoma martinae được Michael J. Roberts miêu tả năm 1983.